# O-prsten
O-prsten je vrsta tvrdoprofilne brtve od gume kružna presjeka koja se koristi za mirujuće kružne i cilindrične dijelove. Meke brtve se izrađuju uglavnom od gume, polimernih materijala (teflon, polietilen, polivinilklorid, poliamid), biljnih i životinjskih vlakana, papira, kartona, pluta, grafita, troskine vune i slično.

## Profilne brtve
Profilne brtve su brtve koje se, kad su u neopterećenom stanju, dodiruju s brtvenim površinama samo na nekoj liniji. Pri upotrebi ovih brtava brtvene površine nastaju istom pri deformacijama koje su posljedica stezanja. Pri tome se razlikuju brtve koje se deformiraju elastično, one koje se deformiraju plastično, kao i one koje se deformiraju pretežno elastično, odnosno plastično. Također se razlikuju meke i tvrde profilne brtve. 

### Meke profilne brtve
Meke profilne brtve (takozvani O-prstenovi) s elastičnim deformacijama su prstenovi od gume dobivene od različitih sintetskih kaučuka, već prema zahtjevima koji se postavljaju s obzirom na njihove toplinske postojanosti i prema tlakovima u pogonu. Zbog nestišljivosti gume za ispravnu ugradnju ovih brtava mora biti osiguran dovoljan prostor za deformaciju. Utori za njihovu ugradnju mogu imati različite oblike. 

## Guma za brtve
Guma je upotrebljiva kao samostalno brtvilo u velikom broju slučajeva. Glavna je njena odlika što se dade vrlo lako elastično deformirati i time prilagoditi obliku brtvene površine već pod malim pritiscima. Ta i ostala njena mehanička, a i kemijska svojstva zavise od elastomera koji čine njenu temeljnu tvar, i od vrste dodataka, punila i materijala kojima može biti armirana. U pogledu kemijske otpornosti gume kao brtvila, obično se razlikuju tipovi neotporne i otporne gume prema djelovanju derivata nafte. Pod toplinski otpornim gumama podrazumijevaju se otporne na srednje temperature. Naročito su toplinski otporne gume dobivene od silikonskih kaučuka, koje su postojane od - 90 °C do + 250 °C. I ostala svojstva tih guma izuzetno su povoljna. Osim kao samostalno brtvilo, guma je važna i kao sastojak drugih brtvila. Guma se može ubaciti (inkorporirati) u brtvila impregnacijom tih brtvila kaučukom i zatim vulkanizacijom, ali i kao posebna obloga.

## Vanjske poveznice
|  | Zajednički poslužitelj ima još gradiva o temi O-prsten |